# Ивајло Маринов
Ивајло Маринов (буг. Ивайло Маринов; Варна, 13. јул 1960), познат као Исмаил Мустафов (буг. Исмаил Мустафов), Исмаил Хусеинов (буг. Исмаил Хусеинов) или Ивајло Христов (буг. Ивайло Христов), бугарски је боксер муслиманског ромског порекла и освајач бронзане медаље на Летњим олимпијским играма 1980. и злата на Летњим олимпијским играма 1988.

## Каријера

### Аматерска каријера
Поред олимпијских резултата, Маринов је освојио златну медаљу на Светском првенству 1982. године.
Такође, освојио је и четири златне медаље на Европским првенствима 1981, 1983, 1989. и 1991. и сребрну 1985. године.

### Летње олимпијске игре
На Летњим олимпијским играма 1980. у Москви, у осмини финала, победио је Џерарда Хокинса са резултатом 5–0. У четвртфиналу победио је Ахмеда Саида са 5–0, а у полуфиналу је поражен од Хиполита Рамоса са 1–4. Освојио је бронзану медаљу.
На Летњим олимпијским играма 1988. у Сеулу, у осмини финала, победио је Марка Ептона и Хенрија Мартинеза са резултатом 5–0. У четвртфиналу је победио Александра Махмутова, а у полуфиналу Леополда Серантеса са истим резултатом. У финалу је победио Мајкла Карбајала са резултатом 5–0 и освојио златну медаљу.

### Признања
Изабран је за првог бугарског боксера 20. века у анкети коју је спровела Бугарска асоцијација боксерских новинара.